# Кердикошвили, Жанет
Жанет Кердикошвили (груз. ჟანეტ ქერდიყოშვილი; род. 29 ноября 1991 года, Тбилиси, Грузия) —  модель грузинского происхождения, победительница конкурса красоты Мисс Грузия 2011.

## Биография
Родилась в Тбилиси. Живёт с семьёй в Санкт-Петербурге. В 2010 года получила гражданство России, и грузинское гражданство было приостановлено.
Окончила тбилисскую школу № 51 в 2010 году.
Во время конкурса Жанет Кердикошвили являлась студенткой факультета журналистики Тбилисского государственного университета.
1 октября 2011 года 19-летняя Жанет Кердикошвили завоевала корону в конкурсе красоты «Мисс Грузия-2011». Финал конкурса прошёл в Батуми, в Арт Центре. Жанет представляла Грузию на конкурсе «Мисс Вселенная 2013».
В 2013 году участвовала в шоу «Хочу V ВИА Гру». В 5 выпуске конкурса из-за карьеры модели она покинула шоу, и на ее место в трио пришла Юлия Ефременкова.